# Michael Dukakis
Michael Stanley Dukakis (/dʊˈkɑːkɪs/ Brookline, Massachusetts, 1933. november 3. –) amerikai ügyvéd és politikus, 1975 és 1979 között, valamint 1983 és 1991 között Massachusetts kormányzója volt. Dukakis Massachusetts leghosszabb ideig hivatalban lévő kormányzója, és a második görög-amerikai kormányzó az Egyesült Államok történelmében Spiro Agnew után. Az 1988-as elnökválasztáson a Demokrata Párt elnökjelöltje volt, melyben veszített a republikánus jelölt, George H. W. Bush ellen.

## Fordítás
Ez a szócikk részben vagy egészben  a   Michael Dukakis című angol Wikipédia-szócikk ezen változatának fordításán alapul.  Az eredeti cikk szerkesztőit annak laptörténete sorolja fel. Ez a jelzés csupán a megfogalmazás eredetét és a szerzői jogokat jelzi, nem szolgál a cikkben szereplő információk forrásmegjelöléseként.